# Rafaelia minima
Rafaelia minima là một loài côn trùng trong họ Rafaelidae thuộc bộ Incertae Sedis (Neuropterida). Loài này được Nel et al. miêu tả năm 2005.